# Acalypha simplicistyla
Acalypha simplicistyla là một loài thực vật có hoa trong họ Đại kích. Loài này được Cardiel mô tả khoa học đầu tiên năm 2002 publ. 2003.